# Lac Natron
Pour les articles homonymes, voir Natron (homonymie).
Le lac Natron est un lac de soude, salé, endoréique d'origine tectonique dont la superficie variable le cantonne dans le nord de la Tanzanie ou lui fait traverser épisodiquement la frontière avec le Kenya. Ses eaux chargées de micro-organismes attirent une importante communauté de flamants nains qui se régalent d'algues bleues et qui s'y reproduisent et y nidifient.
Le lac tire son nom du natron, un minéral dont l'un des constituants, le bicarbonate de sodium, est dissous en grande quantité dans ses eaux. Il a une teneur en sels minéraux tellement élevée que seuls des organismes particulièrement adaptés peuvent y survivre.

## Géographie

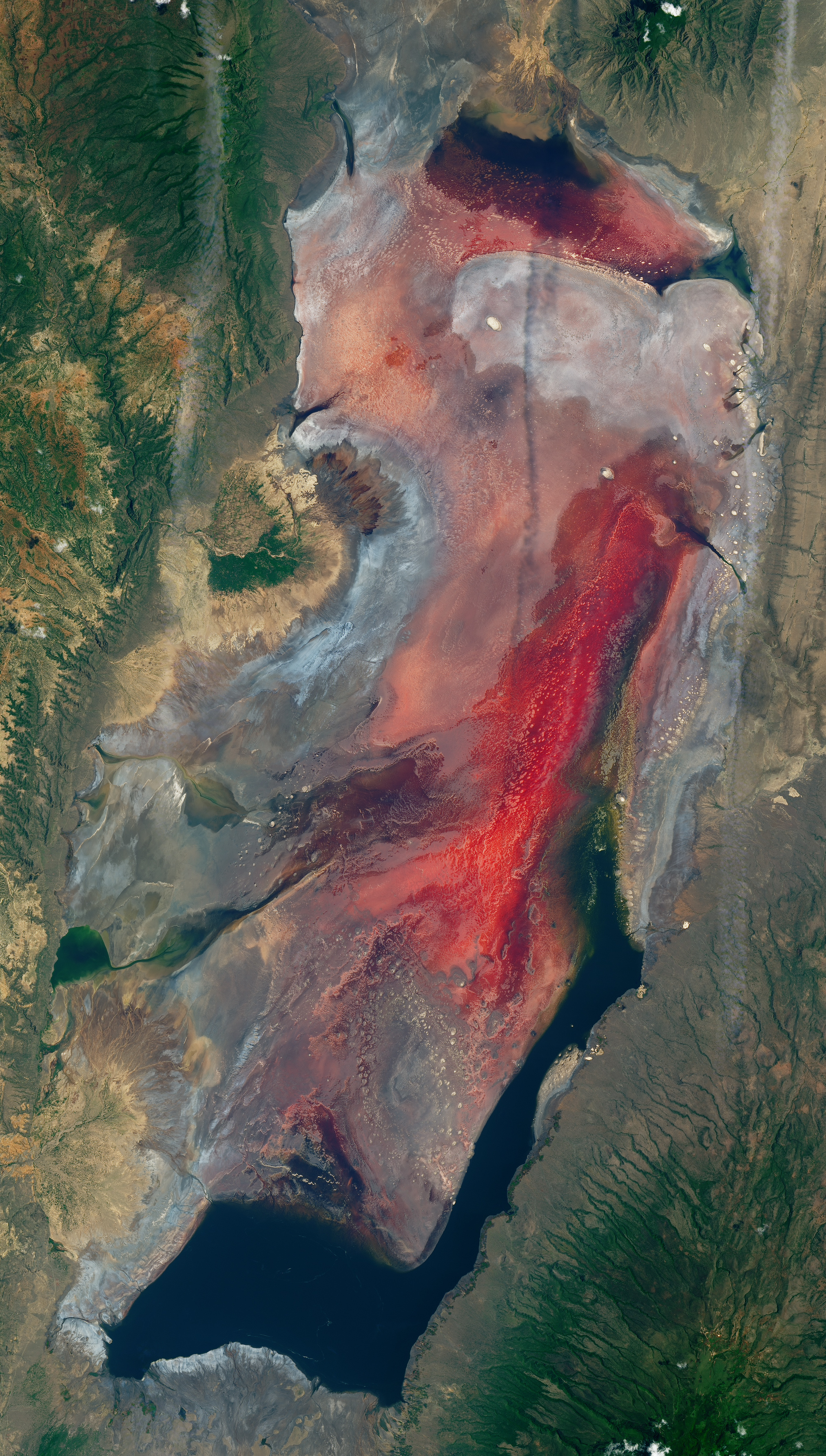
Vue satellite du lac Natron montrant les eaux rouges et des dépôts de sels.

### Localisation
Situé à l'extrême nord de la Tanzanie, au nord-ouest du mont Gelai, au nord de l'Ol Doinyo Lengaï appartenant au massif du Ngorongoro et au sud-ouest du lac Magadi, le lac Natron se loge dans une dépression allongée, orientée Nord-Sud, délimitée par deux horsts et incluse dans la branche orientale du rift est-africain.

### Hydrologie
Très peu profond (environ trois mètres), le lac Natron est endoréique. Ses apports en eau ne sont dus qu'aux précipitations qui tombent directement dans le lac ou qui alimentent quelques cours d'eau qui s'y jettent comme la rivière Ewaso Ng’iro venant du sud. Ainsi, sa superficie, sa profondeur et son volume varient fortement entre la saison des pluies et la saison sèche, le lac pouvant franchir la frontière avec le Kenya au nord lorsqu'il atteint sa superficie maximale. Autrefois rempli d'une abondante eau douce, ce lac s'est évaporé au fil des millénaires jusqu'à ne plus dépasser 3 m de profondeur aujourd'hui.
Le lac se comporte comme une immense saline naturelle. En effet, ses eaux sont très alcalines avec un pH variant entre 9 et 10,5 et sont très chargées en sels dont du bicarbonate de sodium qui donne sa consistance visqueuse à l'eau. Lorsque les pluies augmentent la quantité d'eau contenue par le lac, la basicité et la concentration en sels de l'eau diminuent. Mais quand les pluies cessent d'alimenter le lac et que les températures augmentent jusqu'à 50 °C, la forte évaporation, en plus d'entraîner une baisse de la profondeur, du volume et de la superficie du lac, augmente la basicité de l'eau et concentre les éléments chimiques jusqu'au point de saturation qui provoque leur précipitation. Ces sels forment alors des croûtes et des plateformes blanchâtres parfois colorées en rose-rouge par des micro-organismes aquatiques.

### Faune et flore

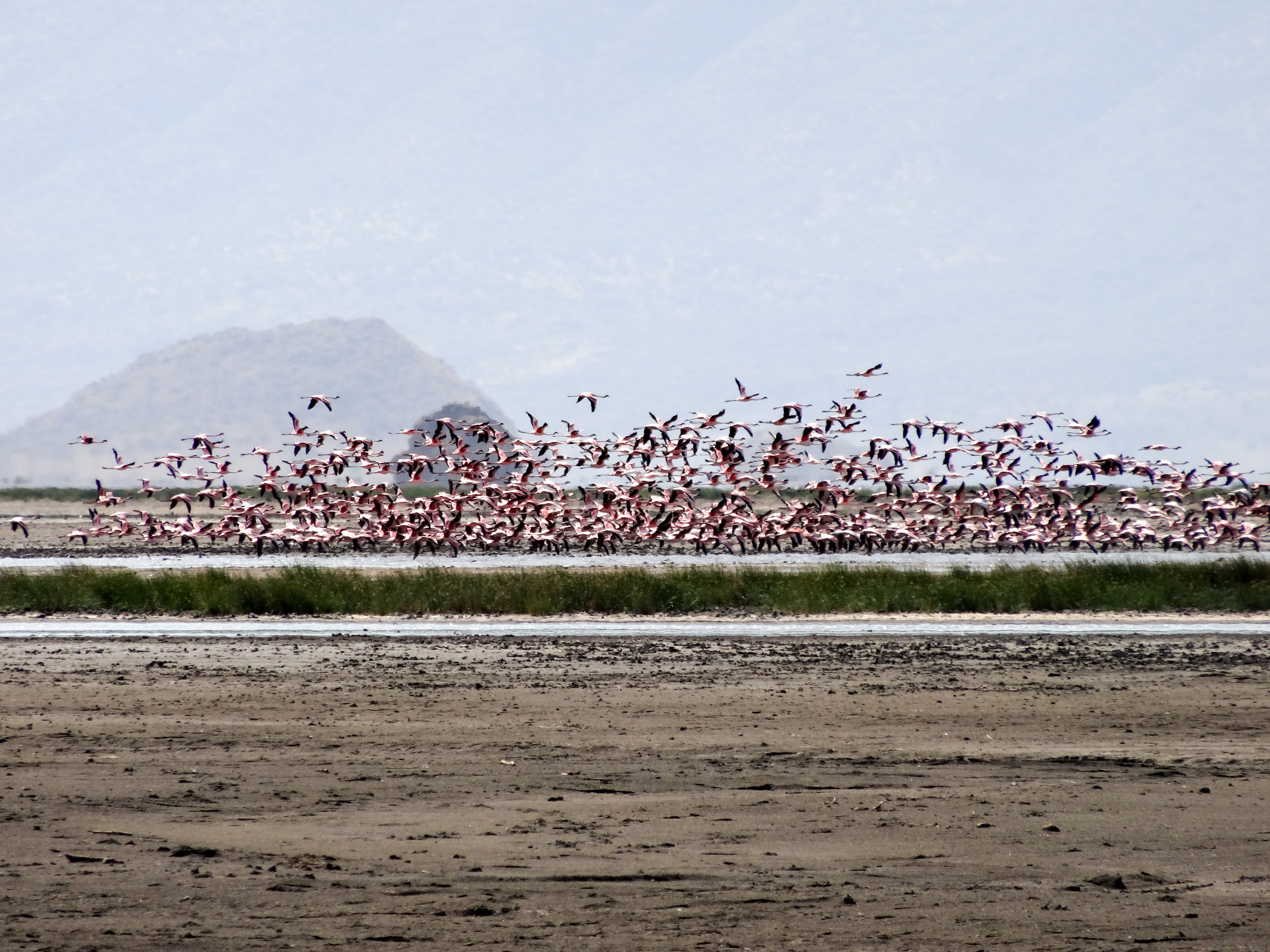
Vol de flamants au dessus du lac.

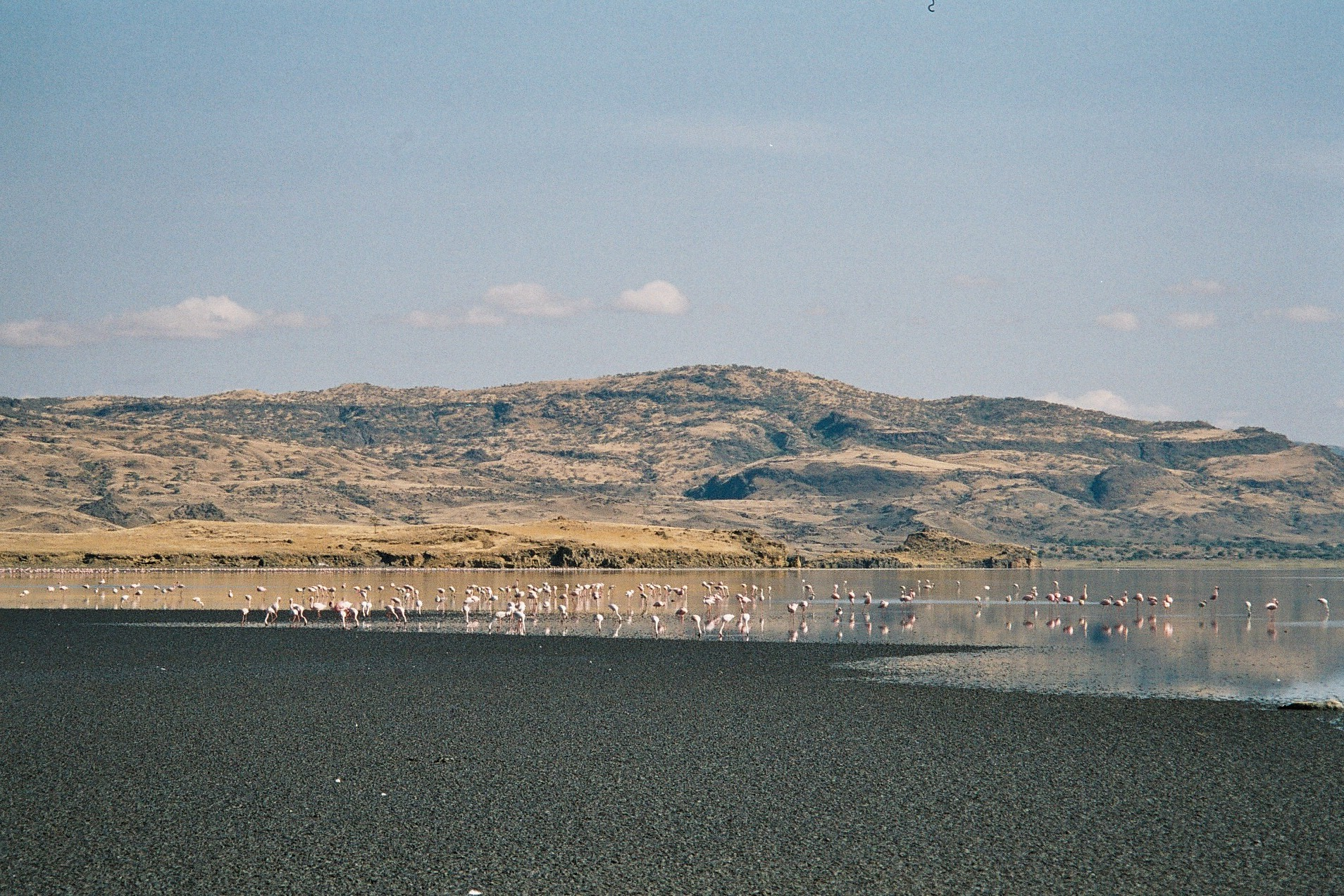
Flamants nains sur la rive Sud du lac.

Avec des températures atteignant 60 °C, un pH aussi haut que 10,5, et sa forte salinité, le lac Natron est un environnement relativement hostile à la vie. Toutefois, diverses espèces sont adaptées à ces conditions. C'est notamment le cas de quelques espèces de tilapias alcalins, dont trois sont endémiques (Oreochromis alcalicus, A. latilabris et A. ndalalani, ainsi que des micro-organismes aquatiques halophiles comme des cyanobactéries et des spirulines, qui donnent leur couleur rose-rouge aux eaux et aux dépôts de sels.
Le lac Natron constitue aussi le lieu de reproduction et de nidification permanent le plus important d'Afrique de l'Est pour les flamants nains (Phoeniconaias minor), dont la population peut atteindre 2,5 millions d'individus. Les plus grands rassemblements ont lieu lorsque le niveau du lac est suffisamment bas pour fournir une concentration élevée en spirulines, dont se nourrissent les flamants nains. Outre le fait que ces oiseaux ne soient pas incommodés par les conditions de vie à proximité du lac et qu'ils y trouvent une source abondante de nourriture, les eaux alcalines du lac leur offrent une protection naturelle contre les prédateurs qui ne peuvent s'aventurer jusqu'aux oiseaux ou leurs nids.
En plus des flamants nains, le lac constitue aussi un lieu de vie temporaire ou permanent pour 100 000 autres oiseaux aquatiques[réf. nécessaire].

### Animaux pétrifiés
En 2011, le photographe Nick Brandt a mis en scène des cadavres calcifiés, ramassés sur le bord du lac, en les perchant comme s'ils étaient vivants.

## Démographie
Bien que des Masaïs vivent de l'élevage en pratiquant le semi-nomadisme aux abords du lac, aucune ville importante ne se situe dans la région.

## Protection du lac
La salinité des eaux du lac est mise en danger par la déforestation au Kenya et la construction d'une usine hydroélectrique sur la rivière Ewaso Ng’iro en Tanzanie qui risquent de faire baisser la concentration en sels du lac. Cependant, son alcalinité importante pourrait plutôt être le fait de sa proximité d'avec le volcan Ol Doinyo Lengaï, volcan dont la lave est composée d'une carbonatite, majoritairement composée de carbonate de sodium, une lave fortement basique. De plus, le réchauffement climatique mondial actuel le menace de dessèchement temporaire et à terme permanent par raréfaction des pluies et évaporation excessive[réf. nécessaire].
Le site du bassin du Natron qui inclut le lac a été classé site Ramsar le 4 juillet 2001 en raison de son environnement et de sa faune unique.

## Cinématographie
Le film Les Ailes pourpres : Le Mystère des flamants de Disneynature fut tourné sur le lac. Ce documentaire raconte la vie des flamants roses nains sur le lac et fut présenté pour la première fois au monde lors du festival international Cinémascience de Bordeaux organisé par le CNRS lors de la soirée de clôture du festival le 26 octobre 2008. Il est sorti en France le 17 décembre 2008.

### Source et références
1. ↑  FishBase : Oreochromis alcalicus (Hilgendorf, 1905)
2. ↑  Acolapia latilabris (Seegers et Tichy, 1999), dans FishBase
3. ↑  Acolapia ndalalani (Seegers et Tichy, 1999), dans FishBase
4. ↑  « Les animaux pétrifiés du lac Natron : mythe ou réalité ? », sur Futura Sciences
5. ↑  (en) « Lake Natron Basin », sur Ramsar Sites Information Service (consulté le 6 mars 2015)

- (en) LakeNet - Lac Natron